# جامع الشيخ زايد الكبير
مسجد الشيخ زايد الكبير، سولو  هو مسجد يقع في سولو، إندونيسيا، وهو نسخة مصغرة من مسجد الشيخ زايد الكبير في أبوظبي، الإمارات العربية المتحدة. تم بناء المسجد بتكلفة قدرها 20 مليون دولار أمريكي (313.1 مليار روبية إندونيسية)، وسمي تكريماً لمؤسس الإمارات، الشيخ زايد بن سلطان آل نهيان.

## التاريخ
الشيخ محمد بن زايد آل نهيان، عندما كان ولي عهد أبوظبي، زار إندونيسيا في يوليو 2019 وقدم المسجد كهدية للرئيس الإندونيسي جوكو ويدودو. بدأ البناء في 8 مارس 2021. افتتح الرئيسان المسجد في 14 نوفمبر 2022، واكتمل البناء في 28 فبراير 2023.

## الهيكل

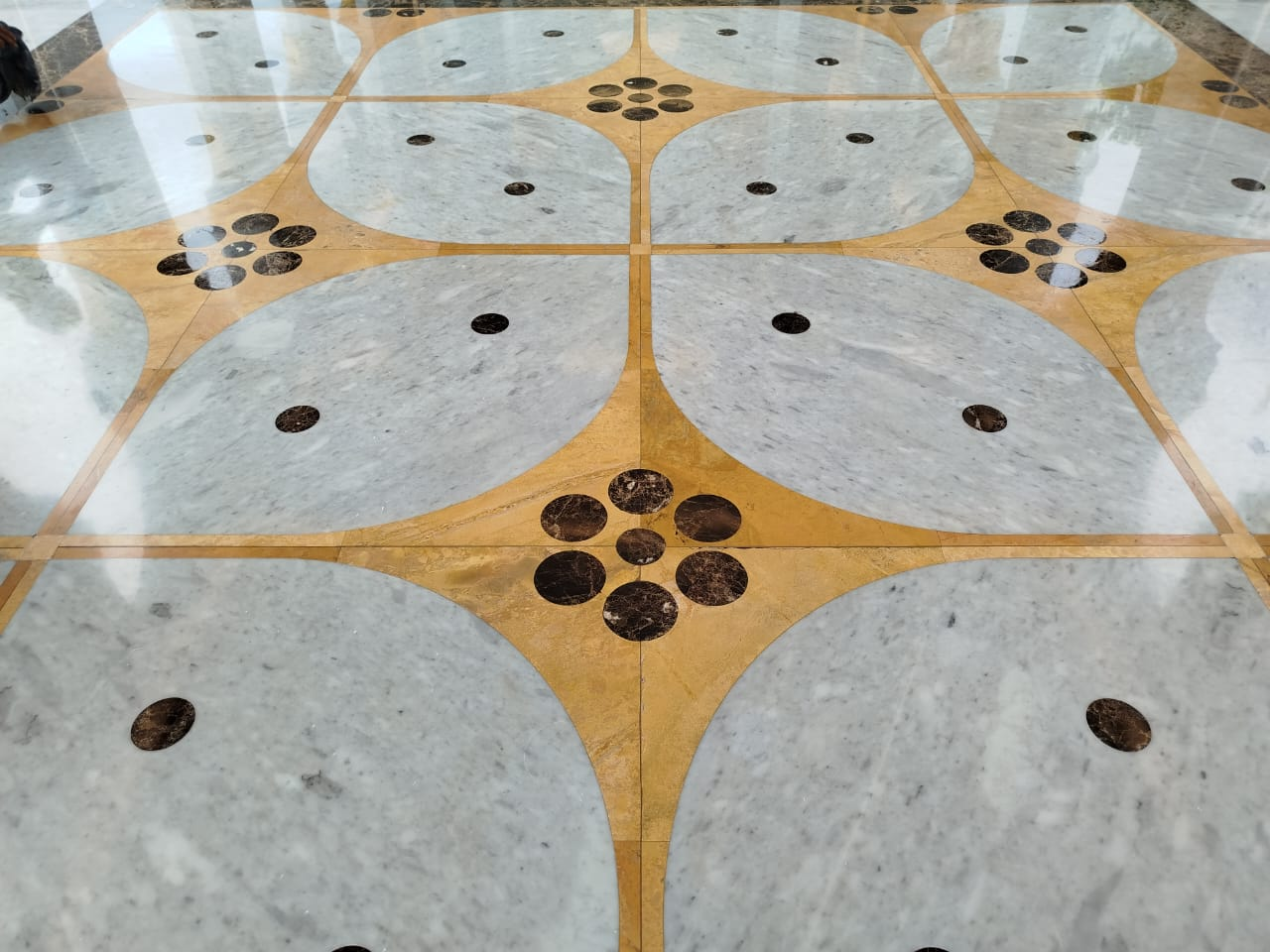
جامع الشيخ زايد الكبير في الأرض

المسجد يمتد على مساحة 8,000 متر مربع (86,000 قدم2) ويتسع لحوالي 10,000 مصلٍ. يحتوي على 4 مآذن و82 قبة، بما في ذلك قبة مركزية كبيرة محاطة بأربع قباب أصغر.